# Garoua
Garoua je město na severu Kamerunu, třetí největší sídlo v zemi. Je hlavním městem regionu Nord. Leží na řece Benue (francouzsky Bénoué), je tu významný přístav a také mezinárodní letiště. Velkou část stále rostoucí populace tvoří (Fulbové), hlavními náboženstvími jsou islám a katolictví.

## Poloha a doprava
Město je správním střediskem departmentu Benue, který má rozlohu 13 614 km² s 598 593 obyvateli (stav v roce 2001) a metropolí regionu Nord. Od Yaoundé je vzdušnou čarou vzdáleno 630 km, od Čadu na východě 70 km a od Nigérie na západě pouhých 35 km. Leží v nadmořské výšce 249 m n. m. Po souši je dobře dosažitelné jak severním směrem k Maroua tak i k jihu k Ngaunderé po relativně kvalitní asfaltové silnici. V dopravě jsou využívány hlavně minibusy. Díky poloze na břehu řeky Bénoué je město největším vnitrozemským přístavem v zemi, po Douale a Kribi třetím největším přístavem v Kamerunu vůbec, a to i přes to, že během období sucha bývá řeka zpravidla pro větší plavidla nesplavná.

## Dějiny
Oblast dnešního města osídlili v 17. století kmeny Bata a Fali. Samotné město založil roku 1835 Modibbo Haman Njoundi. V průběhu 19. století přicházeli nomádští Fulbové a vybudovali kolem města obranný systém. Později obohatil národností pestrost města i příchod muslimských Hausů a Arabů. Němci kolonizovali město roku 1901. Založili velký přístav, který je však v dnešní době využíván čím dál méně.
V roce 1924 se ve městě, tehdy již pod francouzskou správou, narodil Ahmadou Babatoura Ahidjo, pozdější prezident Kamerunu. Díky jeho investicím a podpoře se z města stalo významné průmyslové centrum a bylo zde založeno i mezinárodní letiště s přímou linkou do Paříže. Air Cameroon dnes létají do Yaoundé, Doualy, Ngaoundéré, Maroua či N´Djameny v Čadu.

## Geografie a klima
Město leží severně od pohoří Adamaua na rovině pokryté savanami, křovinatými savanami i zemědělskou krajinou. Na severozápad od města se zvedají fotogenické útesy a hory stolového charakteru. Díky řece Bénoué je v okolí města dostatek užitkové vody, která umožňuje zemědělskou činnost. Město leží v oblasti se střídajícími se obdobími dešťů a sucha. Průměrné srážky přesahují v letních měsících od května do září 100 mm, přičemž nejdeštivější je srpen se 147 mm. (před třiceti lety až o 100 mm více!) Období sucha od listopadu do dubna se vyznačuje nízkými nebo žádnými (prosinec, leden) srážkami. Teploty mohou kolísat mezi dvěma extrémy a to 16 °C a 40 °C. Nejteplejšími měsíci jsou únor až květen s maximy 33 – 37 °C, a minimy 23 – 26 °C. Nejchladněji bývá v červenci a srpnu a také prosinci a lednu (průměr 26 °C)

## Obyvatelstvo
Přesný počet obyvatel se v závislosti na zdrojích značně různí. Objevují se čísla od 250 000 až do téměř 400 000 obyvatel.
Starousedlíci jsou příslušníci kmenů Fali, Bata, Kirdi a Fulani. V současnosti do města imigrují lidé z okolí například kmeny Kapsiki, Mafa, Toupouri, Massa, Moundang, Giziga či Mada. Zatímco původní obyvatelstvo včetně Arabů se věnuje zejména obchodu a řemeslům, nově příchozí se živí na okrajích města zemědělstvím. Převažujícím náboženstvím je sunnitský islám, dále katolictví, evangelictví a také animismus.

## Průmysl
Město je místem ředitelství společnosti Sodecoton věnující se zejména produkci bavlny. Existuje zde podnik na výrobu nápojů Brasseries du Cameroun.

## Zajímavosti
Ve městě sídlí fotbalový klub Cotonsport Garoua, hrající první kamerunskou ligu. Z kamerunských fotbalových týmů má nejvyšší rozpočet.